# Chauché
Chauché – miejscowość i gmina we Francji, w regionie Kraj Loary, w departamencie Wandea.
Według danych na rok 1990 gminę zamieszkiwały 1813 osoby, a gęstość zaludnienia wynosiła 43 osób/km² (wśród 1504 gmin Kraju Loary Chauché plasuje się na 330. miejscu pod względem liczby ludności, natomiast pod względem powierzchni na miejscu 118.).